# Some like it hot (The Power Station)
Some like it hot is een single van de Britse gelegenheidsband The Power Station en is afkomstig van hun studioalbum The Power Station uit 1985. Op 4 maart dat jaar werd het nummer op single uitgebracht in Europa, de VS en Canada en op 8 april volgden Australië, Nieuw-Zeeland en Japan.

## Achtergrond
Some like it hot is geschreven door gitarist Andy Taylor (ex Duran Duran), John Taylor (ook Duran Duran) en Robert Palmer. De muziekproducent was Bernard Edwards bekend van Chic. Op Some like it hot is tevens Tony Thompson te horen, drummer van Chic. Het nummer kent drie versies, de albumversie (duur 5:05), de ingekorte singleversie (duur 3:43) en de 12" inch maxiversie (duur 6:37).
Het was ofwel de enige (NL, BE) of wel wereldwijd de grootste hit voor The Power Station, o.a. in thuisland het Verenigd Koninkrijk, de VS, Canada en Europa, dat het maar tot twee albums bracht.
In Nederland was de plaat op vrijdag 8 maart 1985 Veronica Alarmschijf op Hilversum 3 en werd een grote hit in de destijds drie landelijke hitlijsten op de nationale publieke popzender. De plaat bereikte de 9e positie in de Nationale Hitparade, de 13e positie in de Nederlandse Top 40 en de 11e positie in de TROS Top 50. In de Europese hitlijst op Hilversum 3, de TROS Europarade, bereikte de plaat de 16e positie.
In België bereikte de plaat de 6e positie in de voorloper van de Vlaamse Ultratop 50 en de 7e positie in de Vlaamse Radio 2 Top 30. In Wallonië werd géén notering behaald.
In de sinds december 1999 jaarlijks uitgezonden NPO Radio 2 Top 2000 van de Nederlandse publieke radiozender NPO Radio 2, stond de plaat uitsluitend in 2000 genoteerd op een 1797e positie.

## Videoclip
Voor Some like it hot werd een videoclip opgenomen met destijds de bekendste transgender Caroline Cossey, ooit te zien in Playboy en als Bondgirl in de James Bond film For Your Eyes Only uit 1981. In Nederland werd de videoclip destijds op televisie uitgezonden door de popprogramma's AVRO's Toppop, Countdown van Veronica en Popformule van de TROS.

## Trivia
De plaat is te horen in de film National Lampoon's European Vacation uit 1985 en is tevens te horen in de aflevering It’s a trap!, een parodie van de komische tekenfilm serie Family Guy op Star Wars: Episode VI: Return of the Jedi, terwijl de zinsnede "Take out the power station" wordt geroepen. Deze aflevering ging in de VS en Canada in premiére op 21 december 2010 en werd oorspronkelijk in Nederland uitgezonden op 22 mei 2011.

## Hitnoteringen
Some like it hot stond in de Verenigde Staten achttien weken genoteerd in de Billboard Hot 100 en haalde uiteindelijk de 6e positie. In thuisland het Verenigd Koninkrijk stond de plaat acht weken genoteerd met een 14e positie als hoogste notering in de UK Singles Chart.

### Nederlandse Top 40
Veronica Alarmschijf Hilversum 3 8 maart 1985.
| Positie: | 40 | 24 | 17 | 14 | 13 | 14 | 15 | 23 | uit |

### Nationale Hitparade
| Positie: | 46 | 19 | 17 | 13 | 14 | 9 | 22 | 34 | uit |

### TROS Top 50
Hitnotering: 14-03-1985 t/m 09-05-1985. Hoogste notering: #11 (2 weken).

### TROS Europarade
Hitnotering: 14-04-1985 t/m 02-05-1985. Hoogste notering: #16 (1 week).

### Vlaamse Radio 2 Top 30
| Positie: | 19 | 8 | 11 | 7 | 11 | - | 29 | uit |

### Vlaamse Ultratop 50
| Positie: | 36 | 18 | 14 | 10 | 6 | 13 | 32 | 35 | uit |

### NPO Radio 2 Top 2000
Some Like It Hot stond alleen in 2000 in de NPO Radio 2 Top 2000, op plek 1797.